# ステアーTMP
ステアー TMPは、オーストリアの銃器メーカー、シュタイヤー社の開発した短機関銃・マシンピストルである。

## 概要
TMPとは"Tactical Machine Pistol"の略であり、H&K MP5Kの対抗として、より安価で洗練されたモデルを目指して開発された。価格がMP5Kの65%で、さらに樹脂部品の大幅な採用や機構の水平配置といった工夫により、MP5Kより小型・軽量となっている。
弾倉は、自動拳銃同様にグリップ内に収納するUZIの様な配置となっているため、残弾の減少による重心変化が少ない。安全装置兼セレクターはクロスボルト式で、途中まで押し込んでセミオート、一杯まで押し込んでフルオートとなる。また、周辺機器を必要に応じて取り付けることを前提とした設計になっており、消音器や銃床・ダットサイトなどを組み合わせることが容易な設計となっている。
バリエーションとして、民間向けにフルオート機能とバーティカル・フォアグリップを削除し、拳銃扱いとしたSPP (Special Purpose Pistol) がある。アメリカ市場向けに開発・生産されていたが、アメリカでアサルト・ウェポンに指定されて一般販売が規制されてしまったため、生産は打ち切られた。

### B&T MP9
TMPの発売が開始された1994年にはシェアの大半はすでにMP5（1966年発売）が占めており、これを奪うことに失敗したシュタイヤーは、2001年にTMPの生産を停止、SPPと共にスイスのブリュッガー&トーメ社に全権利を売却した。
B&TはTMPを独自に改良し、MP9として販売を開始した。MP9はフォールディングストックやピカティニー・レールの追加、クロスボルト式のセレクターからセイフティを省きトリガーセイフティ設置するなどの変更が行われている。
SPPにもMP9と同様にB&T社独自の改良が施され、ピカティニー・レールなどが追加されたTP9として販売されている。TP9はセミオートのみであったSPPと異なり、民間向けのフルオートなし、公的機関向けのフルオートありの2種類が存在する。
セレクターをクロスボルト式からレバー式に変更し、マガジンキャッチをアンビ仕様にしたMP9-NおよびTP9-Nに生産を移行した。レバー式では再びセイフティが追加されている。
2015年には.380ACP弾を仕様するセミオートのみのTP380を発表している。

## TMP・MP9の遊戯銃
KSC製ブローバックガスガン
TMP・SPP・MP9・公的機関向けTP9が発売されている。KSCのSPPは実物と違いフルオートが可能だが、これは「セミオートのみだとエアソフトガンとして面白くないため」とのことである。
アカデミー科学製エアコッキングガン・電動ガン
TMPのエアコッキングガンと電動ガンを発売しており、日本ではセキトーが輸入、対象年齢10歳以上として販売している。
クラウンモデル製電動ガン
MP9が「ELEX-9」の商品名で発売されている。対象年齢10歳以上で、1/1のフルサイズ。

## 登場作品

### 映画・テレビドラマ
『CSI:ニューヨーク』
第5シリーズ25話、第6シリーズ1話に登場（劇中の字幕では「SPP」と言っているが、フルオート射撃を行っているのでTMPである）。
『NUMBERS 天才数学者の事件ファイル』
『RED/レッド』
マーヴィン・ボッグスがシークレットサービスに対してMP9を使用。
『SPEC〜警視庁公安部公安第五課 未詳事件特別対策係事件簿〜』
『エクスペンダブルズ』
イン・ヤン（ジェット・リー）がMP9を使用。
『ザ・バンク 堕ちた巨像』
ルイス・サリンジャーと暗殺構成員がTP9を使用。
『トゥルーライズ』
「真紅のジハード」構成員が使用。
『バイオハザードIV アフターライフ』
アリス達が地下基地を襲撃した時に使用。
『バッドボーイズ2バッド』
終盤でジョニー・タピアが護身用として使用。
『パニッシャー: ウォー・ゾーン』
マフィアがダットサイト付きのMP9を使用。
『ヒート』
冒頭で強奪した無記名債権の買い戻し取引の際、ピックアップトラックの荷台に潜んでいたヴァン・ザント配下の殺し屋が使用。
『ホワイトハウス・ダウン』
テロリストがサプレッサーを装着したMP9を使用しており、ジェームズ・W・ソイヤー大統領も奪って使用する。

### 漫画・アニメ
『GUNSLINGER GIRL』
アンジェリカが使用。サプレッサー付きで、楽器のケースに隠している。
『悪魔のリドル』
英純恋子がMP9のサイレンサー付きを所持。
『あそびにいくヨ!』
金武城真奈美とモルフェノス家メイド部隊が使用。
『オークション・ハウス』
海の眠り編にて殺し屋余市五郎が使用。
『ゲート 自衛隊 彼の地にて、斯く戦えり』
某国の特殊部隊の装備および、その装備を鹵獲した自衛隊の員数外の装備として登場。
『最終兵器彼女』
敵軍兵士が使用しており、フォアグリップなしのものも確認されている。
『フルメタル・パニック? ふもっふ』
SPPが登場。劇中でフルオート可能と紹介しているが、SPPは民間用なのでフルオートはできない。
『べるぜバブ』
強盗が所持。

### ゲーム
『Alliance of Valiant Arms』
「TMP」という名称で登場。装填数15発のフルオート可能なサブ武器（ハンドガン）。サプレッサー装着不可、カスタムも不可。要求される階級がゲーム内で最も高い。
『Just Cause』
「Nova 9」の名称でMP9が登場する。常にサプレッサーが装着されており、ストックが折り畳まれている。
『MASSIVE ACTION GAME』
「ホリスMP」の名称でベイラー陣営のPDWとして登場。
『OPERATION7』
MP9が登場。最軽量・最安価のメイン武器。
『WarRock』
工兵・衛生兵専用の武器。SOGパッケージに付属。
『カウンターストライク』
サプレッサーが固定装備されており、CT側（『CSNEO』ではNEO側）が購入できる。
『クライシスゾーン』
主人公、クロード・マクガレンを始め、STF第1小隊の隊員達が装備している。
『ゴーストリコン フューチャーソルジャー』
有料DLC「Arctic Strike」にてアメリカ（Ghost）陣営のScout用武器としてMP9が追加された。
『コール オブ デューティシリーズ』
『CoD:MW2』
セカンダリウェポンとして、TMPが登場（ストックが付いているため、実質MP9である）。
『CoD:MW3』
MP9が登場。
なお、上記の『CoD:MW2』『CoD:MW3』共に外観は実物とは異なり非常に直線的で「ゴツい」デザインになっており、KSC製の遊戯銃にかなり近い。

『パーフェクトダーク』
「CMP150」という名称で登場。
『パーフェクトダーク ゼロ』
「CMP150」という名称で登場。ホログラムにより、分身を映し出す事ができる特殊機能を持つ。

『バイオハザードシリーズ』
『バイオハザード4』
『バイオハザード アンブレラ・クロニクルズ』
『バイオハザード RE:4』
上記作品に「マシンピストル」という名称で登場。1発の威力は低いが連射能力が凄まじく、うまく使いこなせれば驚異的なダメージを叩き出せる。

『レインボーシックス ベガス』
MP9が登場。
『荒野行動』
「Dual TMP」という名称で2022年10月27日のアップデートにより追加された。荒野行動初の二丁持ち武器で、走りながらの射撃が可能になった。
『レッドクルシブル2』
「Wolverine」という名称で登場。サプレッサーと照準器とレーザーが付いている。
『ドールズフロントライン』
星3戦術人形として「TMP」という名前で登場する。